# Lobmingtal
Lobmingtal  är en kommun i distriktet Murtal i förbundslandet Steiermark i Österrike.
Kommunen består av tre orter (Ortschaften) (inom parentes invånarantal 1 januari 2024):
- Großlobming (1 241)
- Kleinlobming (344)
- Mitterlobming (233)

Kommunen bildades 1 januari 2015 genom en sammanslagning av kommunerna Großlobming och Kleinlobming. Den erhöll namnet Großlobming, men bytte 2016 namn till Lobmingtal. 